# Vozdušno-kosmičeskie sily
Le Vozdušno-kosmičeskie sily o VKS RF (in russo Воздушно-космические силы Российской Федерации?, Vozdushno-kosmicheskiye sily, lett. "Forze aerospaziali della Federazione Russa") costituiscono la divisione aerospaziale delle Forze armate della Federazione Russa istituite nel 2015 per decreto ministeriale dalla fusione dell'Aeronautica militare (VVS) con le Forze di difesa aerospaziale (VVKO) e le Forze spaziali (KS) del Paese. Costituite per permettere una maggiore efficienza d'esercizio e coordinamento tra tutti i corpi che la compongono, sono alle dipendenze del Ministero della difesa russo e hanno sede a Mosca.
Al 2019, la componente aerea può contare su più di 4.000 velivoli ad ala fissa e rotante, e su una forza di circa 160.000 uomini incluse le truppe di contraerea. Con questi numeri, le Forze aerospaziali russe si attestano, a seconda della grandezza presa in considerazione (numero di aerei o di personale in organico), al secondo posto tra le aviazioni militari più grandi al mondo dietro la United States Air Force e prima dell'Aeronautica militare della Repubblica Popolare Cinese.
Al 2023, la forza armata è sotto il comando del colonnello generale Viktor Afzalov.

## Organizzazione
Le Forze aerospaziali russe sono composte da tre corpi specializzati:
- Aeronautica militare (Voenno-vozdušnye sily)
- Forze di difesa aerea e missilistica (Vojska protivovozdušnoj i protivoraketnoj oborony)
- Forze spaziali (Kosmičeskie vojska)

e risultano organizzate nelle seguenti Armate:
Alto Comando delle Forze Aeree (Главное командование ВВС) - Mosca
- operativamente assoggettati all'Alto Comando:
  - Comando dell'Aviazione Militare da Trasporto (Командование военно-транспортной авиации) - Mosca
  - Comando dell'Aviazione a Lungo Raggio (Командование дальней авиации) - Mosca
- operativamente assoggettata al Distretto Militare Occidentale:
  - 6ª Armata aerea (6-я Ленинградская Краснознамённая армия ВВС и ПВО) - San Pietroburgo
- operativamente assoggettata al Distretto Militare Meridionale:
  - 4ª Armata aerea (4-я Краснознамённая армия ВВС и ПВО) - Rostov sul Don
- operativamente assoggettata al Distretto Militare Centrale:
  - 14ª Armata aerea (14-я Краснознамённая армия ВВС и ПВО) - Ekaterinburg
- operativamente assoggettata al Distretto Militare Orientale:
  - 11ª Armata aerea (11-я Краснознамённая армия ВВС и ПВО) - Chabarovsk
- operativamente assoggettata al Comando Strategico Congiunto della Flotta del Nord:
  - 45ª Armata aerea (45-я Армия ВВС и ПВО) - Severomorsk-2

Comando delle Forze di Difesa Aerea e di Difesa Anti-missili Balistici (Командование войск ПВО-ПРО) - Mosca
- 1ª Armata aerea e di Difesa Anti-Missili Balistici Ordine di Lenin (compiti speciali) (1-я ордена Ленина армия противовоздушной и противоракетной обороны (особого назначения)) - Balašicha, Oblast' di Mosca
  - 4ª Divisione aerea "Eroe dell'Unione Sovietica Ten. Gen. B. P. Kirpikov" (4-я дивизия ПВО имени Героя Советского Союза генерал-лейтенанта Б.П. Кирпикова) Dolgoprudnyj, Oblast' di Mosca
  - 5ª Divisione aerea (5-я дивизия ПВО) - Petrovskoe, Oblast' di Mosca
  - 9ª Divisione di Difesa Aerea Anti-missili Balistici (9-я дивизия ПРО) - Sofrino, Oblast' di Mosca

Comando delle Forze Spaziali (Командование космических войск) - Krasnoznamensk, Oblast' di Mosca
- 15ª Armata delle Forze Aerospaziali (compiti speciali) (15-я армия Воздушно-космических сил (особого назначения)) - Krasnoznamensk, Oblast' di Mosca
- 1° Cosmodromo statale del Ministero della Difesa della Federazione Russa "Pleseck" (1-й Государственный испытательный космодром Министерства обороны Российской Федерации «Плесецк»)
- Arsenale delle Forze Spaziali (Арсенал космических войск) - Znamenka-1, Oblast' di Tambov

## Catena di comando
| Ruolo                                                 | Nome                                           | Inizio mandato    | Fine mandato      |
| ----------------------------------------------------- | ---------------------------------------------- | ----------------- | ----------------- |
| Comandante in capo delle Forze aerospaziali           | Colonnello Generale Viktor Bondarev            | 1 agosto 2015     | 26 settembre 2017 |
| Comandante in capo delle Forze aerospaziali           | Tenente Generale Pavel Kurachenko (ad interim) | 26 settembre 2017 | 22 novembre 2017  |
| Comandante in capo delle Forze aerospaziali           | Colonnello Generale Sergej Surovikin           | 22 novembre 2017  | 22 agosto 2023    |
| Comandante in capo delle Forze aerospaziali           | Colonnello Generale Viktor Afzalov             | 23 agosto 2023    | presente          |
| Vice-comandante delle Forze aerospaziali              | Tenente Generale Pavel Kuračenko               | 1 settembre 2015  | sconosciuto       |
| Vice-comandante delle Forze aerospaziali              | Tenente Generale Viktor Afzalov                | sconosciuto       | 22 agosto 2023    |
| Comandanti in capo dei corpi delle Forze aerospaziali |                                                |                   |                   |
| Comandante dell'Aeronautica militare                  | Tenente Generale Andrej Judin                  | 1 settembre 2015  | 2019              |
| Comandante dell'Aeronautica militare                  | Tenente Generale Sergeij Dronov                | 2019              |                   |
| Comandante delle Forze di difesa aerospaziale         | Tenente Generale Viktor Gumennyj               | 1 settembre 2015  | 2018              |
| Comandante delle Forze di difesa aerospaziale         | Tenente Generale Jurij Grechov                 | 2018              |                   |
| Comandante delle Forze spaziali                       | Colonnello Generale Aleksandr Golovko          | 1 settembre 2015  |                   |
| Comandante delle Forze spaziali                       | Maggior Generale Andrej Kazakevič              | sconosciuto       | sconosciuto       |